# Magelang
Magelang es una de las seis ciudades en Java Central, cuyo gobierno es ejercido por un alcalde en vez de por un bupati. Se encuentra en el centro de la Regencia de Magelang, entre el Monte Merbabu y el Monte Sumbing en la provincia de Java Central, Indonesia. Magelang se encuentra ubicada a 43 km al norte de la ciudad de Yogyakarta, 15 km al norte de Mungkid y 75 km al sur de  Semarang, la capital de Central Java.

## Historia

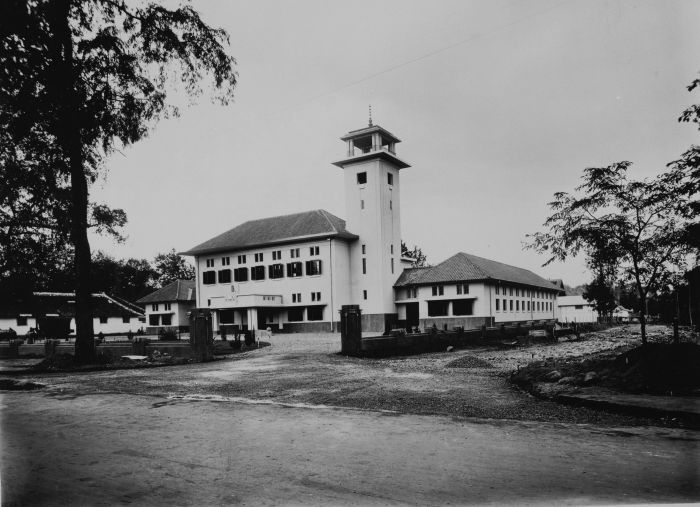
El palacio municipal de Magelang en 1925-1936

Magelang fue creada el 11 de abril de 907. Por esos tiempos Magelang era conocida como la villa Mantyasih, la cual en la actualidad es denominada Meteseh.
Existen tres estelas de importancia en cuanto a la historia de Magelang, las mismas son Poh, Gilikan y Mantyasih, todas las cuales están escritas sobre planchas de cobre. Poh y Mantyasih fueron escritas durante el gobierno del rey Balitung del reino Mataram. En dichas estelas se mencionan las villas de Mantyasih y Glanggang. Que posteriormente serán Meteseh y Magelang respectivamente.
En la estela Mantyasih, se menciona el nombre del rey Watukura Dyah Balitung, y  829 Çaka bulan Çaitra tanggal 11 Paro-Gelap Paringkelan Tungle, Pasaran Umanis hari Senais Sçara atau Sabtu, que significa Sábado Legi, 11 de abril 907. El rey exceptuó a la villa Mantyasih  de pagar impuestos, la villa estaba gobernada por un patih (similar al Primer Ministro actual). En la estela también se mencionan el Monte Susundara y el Monte Wukir Sumbing los cuales en la actualidad son denominados Monte Sindoro y Monte Sumbing.
Cuando los británicos colonizaron Magelang en el siglo XVIII, Magelang pasó a ser la sede del gobierno colonial y tuvo el mismo nivel que una regencia con Mas Ngabehi Danukromo como su primer gobernante (Bupati). Mas Ngabehi Danukromnte construyó el Alun-Alun (plaza del pueblo), la residencia del bupati y una mezquita. En 1818 Magelang pasó a ser la capital de Karesidenan Kedu.
Luego de que los holandeses derrotaran a los británicos, a causa de su ubicación, Magelang se convirtió en un centro comercial importante. En 1918 los holandeses construyeron una torre para distribución de agua potable (comúnmente llamada Menara Air Minum) la cual permitió proveer de agua a la ciudad. En 1927 se proveyó a la ciudad de electricidad. 
Históricamente la ciudad ha sido un enclave militar, que se remonta al periodo colonial de las Indias Orientales Neerlandesas. Posteriormente fue un asentamiento militar de los movimientos pro independencia de Indonesia contra el gobierno holandés durante el periodo de resistencia. En la actualidad, la ciudad aloja dos importantes establecimientos militares: La Academia Militar Nacional, Taruna Nusantara la única escuela relacionada con el ejército.
En el 2007 el periodista Taichiro Kaijimura anunció el descubrimiento de 30 documentos del gobierno holandés enviados al tribunal de Tokio como evidencia del incidente de prostitución forzada masiva protagonizado por el ejército japonés en 1944 en Magelang.
Luego de la independencia de Indonesia, Magelang paso a tener un estatus de kotapraja (mismo nivel que un distrito) y luego kotamadya (nivel equivalente al de una ciudad).

## Galería

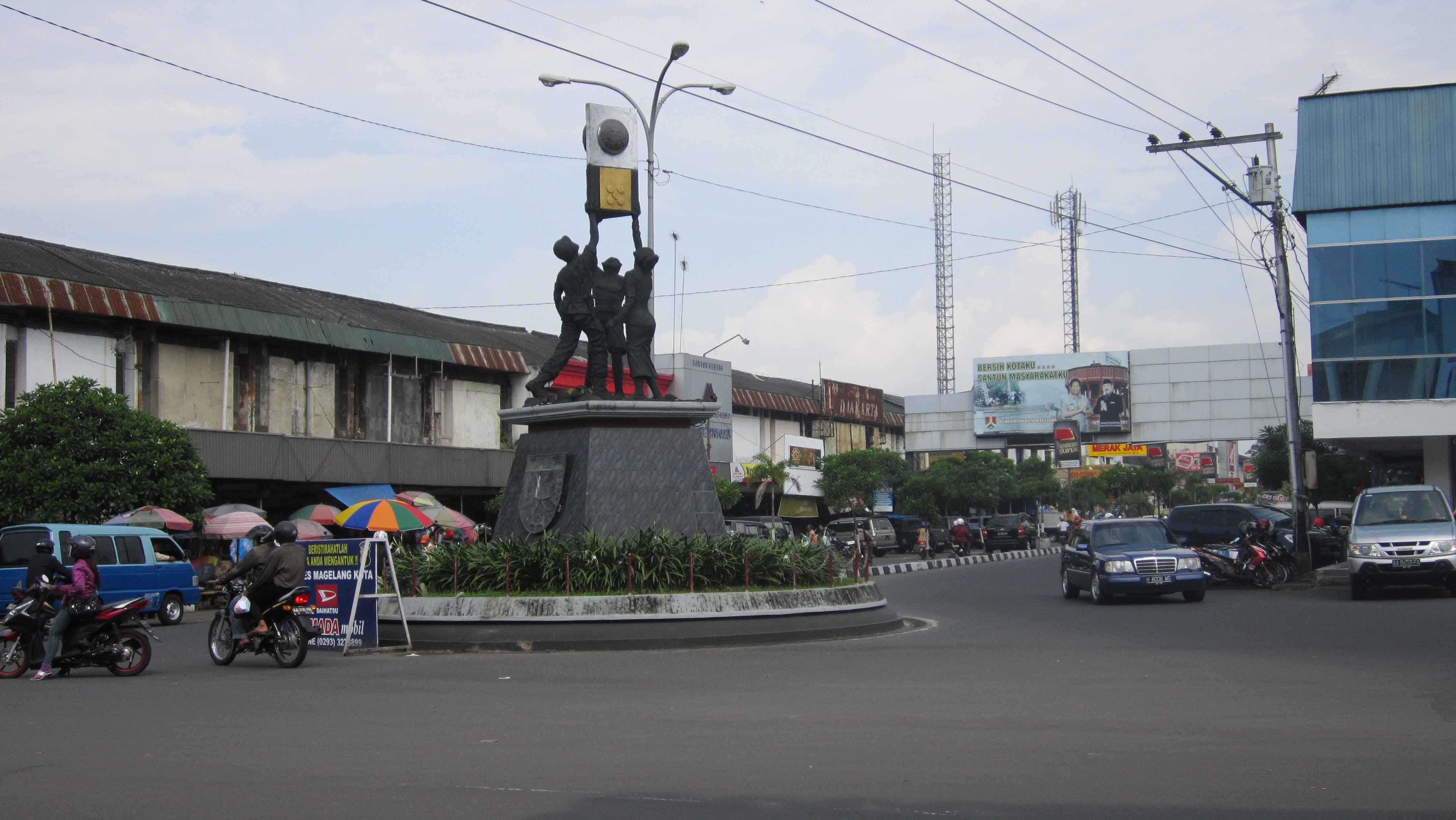
Centro Comercial de Magelang
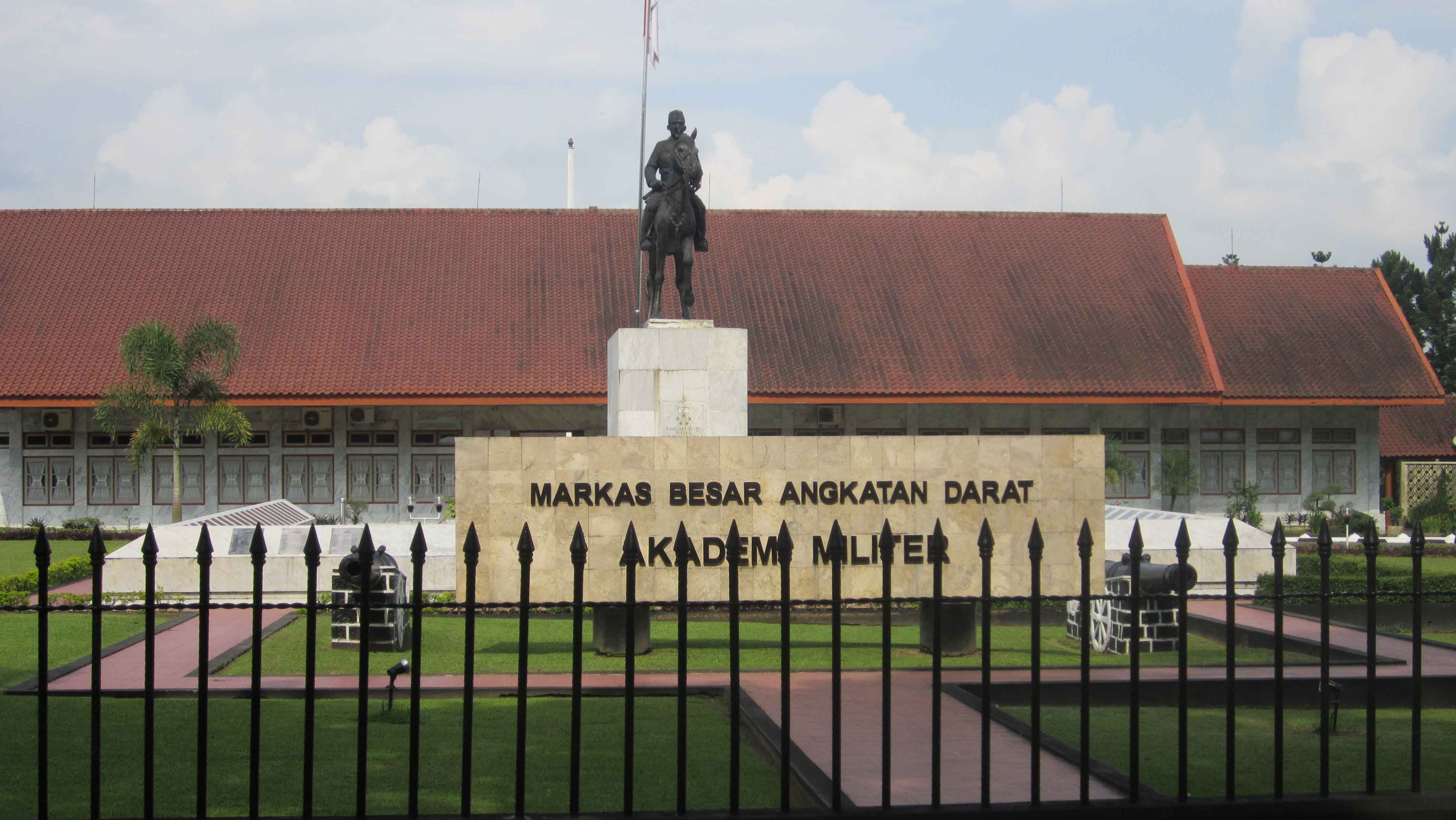
Frente de la Academia Militar
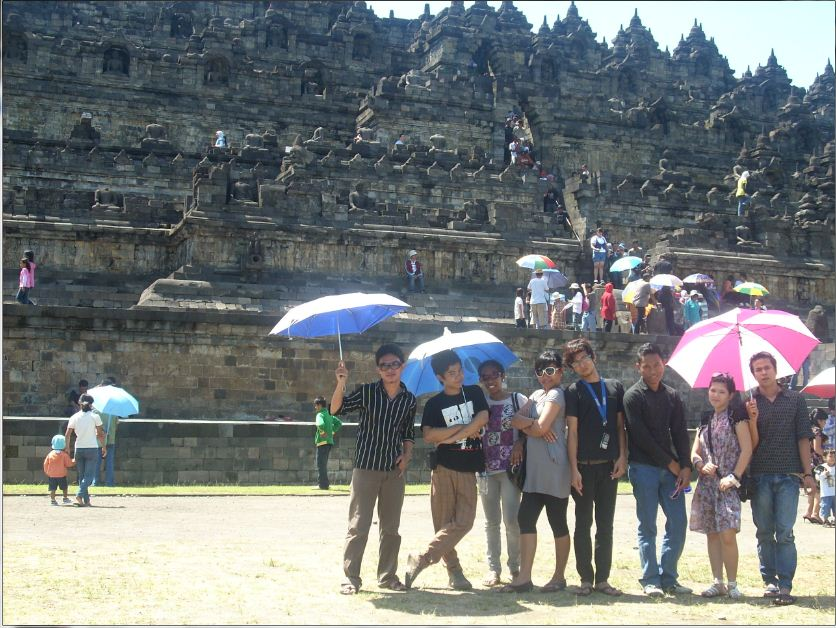
Patio norte del templo Borobudur
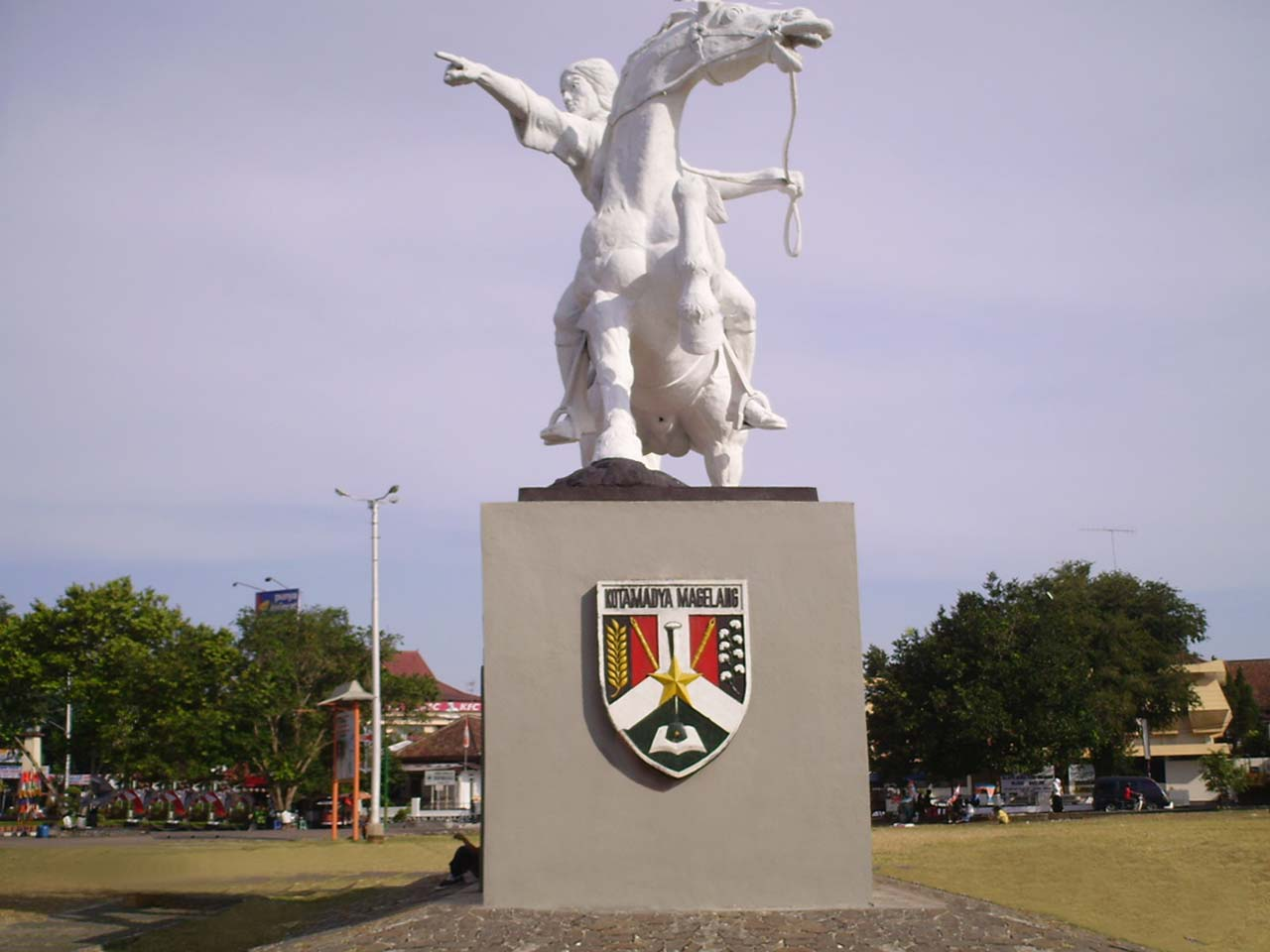
Parque Central de Magelang
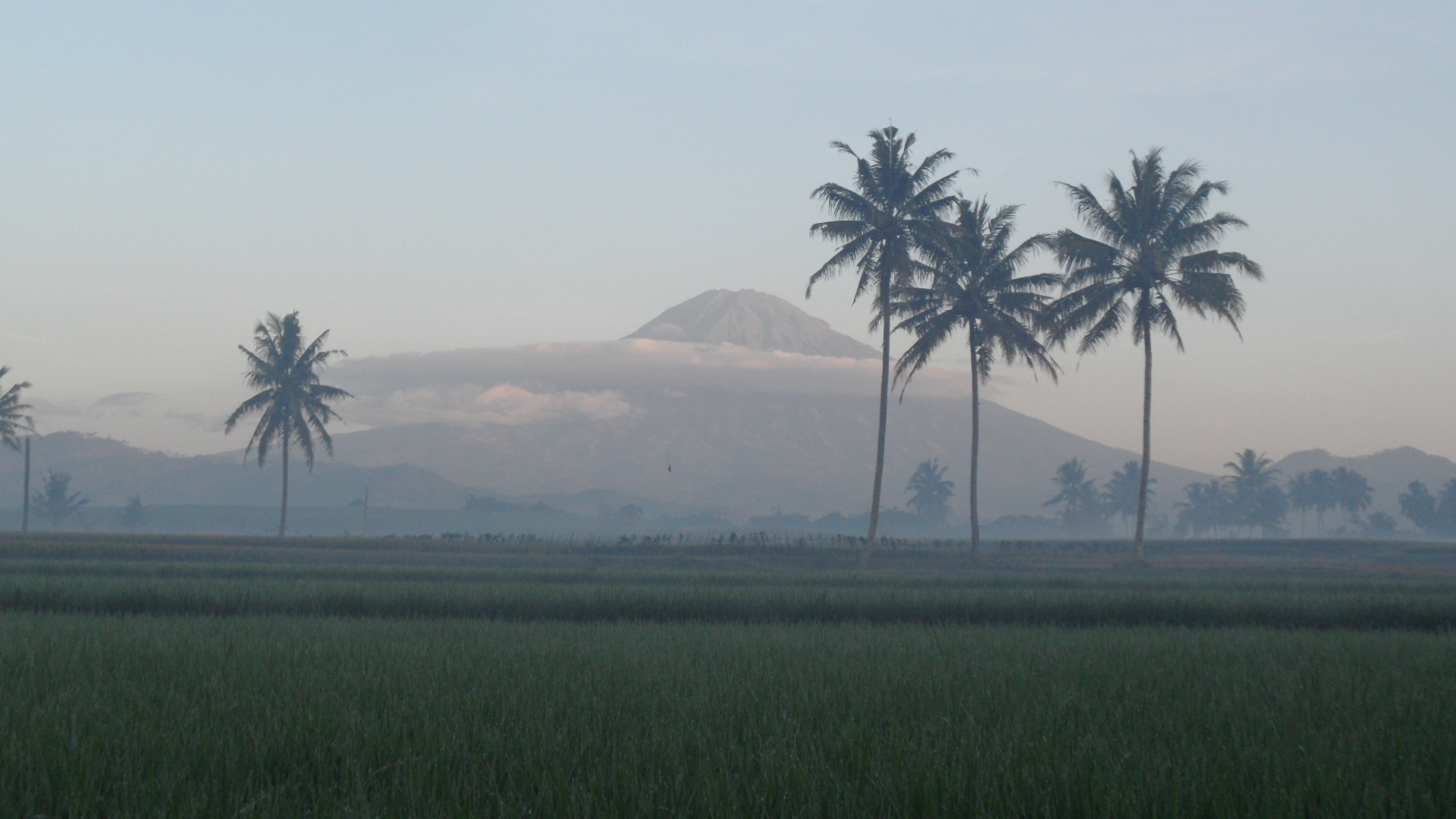
Silueta del Monte Sumbing desde Bondowoso, Mertoyudan
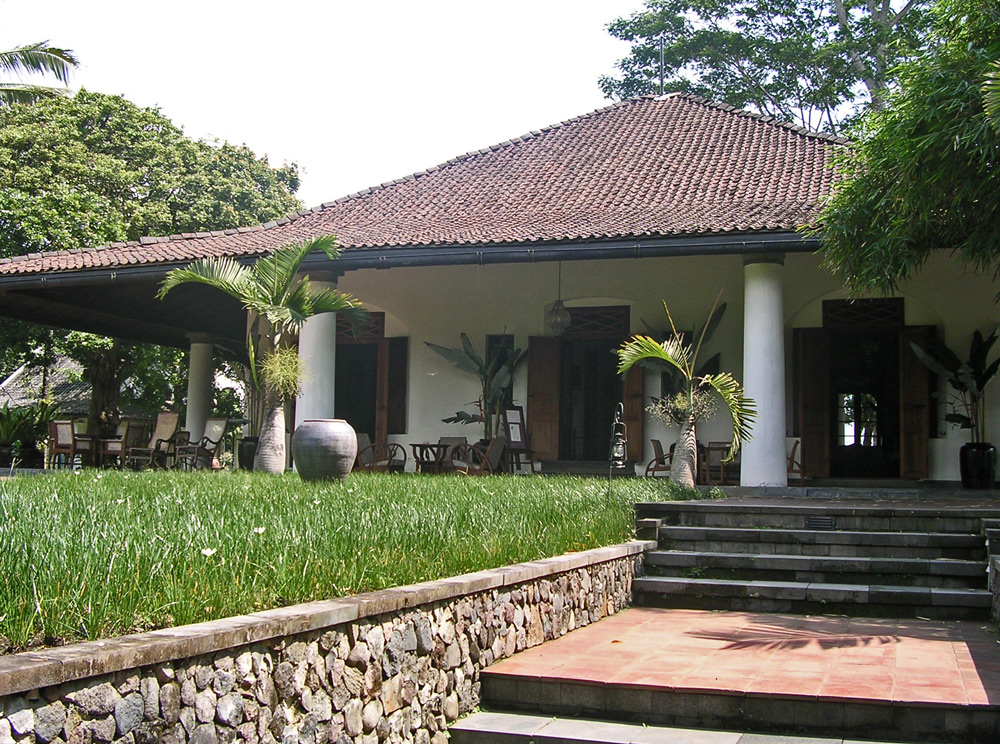
Casa de una explotación agrícola del siglo XIX. Actualmente parte del hotel Losari